# Gesellschaft der Freunde des vaterländischen Schul- und Erziehungswesens
Die Gesellschaft der Freunde des vaterländischen Schul- und Erziehungswesens gilt als einer der ältesten Lehrervereine der Welt.

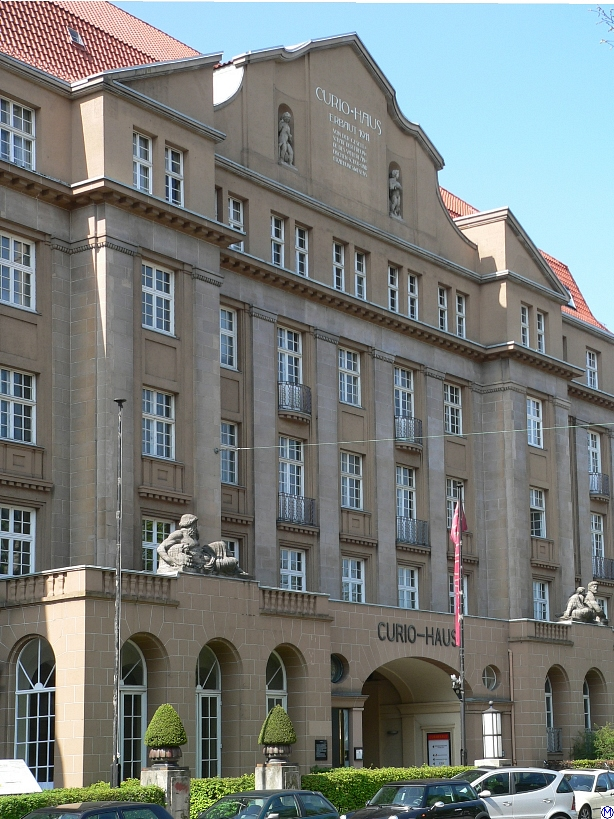
Das Curiohaus

## Geschichte
Die Gründung der Gesellschaft geht zurück auf Peter Breiß, der 1805 im Journal Hamburg und Altona angeregt hatte, ein „Journal für hamburgische Schulen, ihre Lehrer und Freunde“ ins Leben zu rufen. Johann Carl Daniel Curio griff die Idee auf und gründete in Hamburg mit Breiß und Anderen im selben Jahr die Gesellschaft, deren Vorsitz Curio übernahm. Zweck der Gesellschaft war die Verbesserung der materiellen Versorgung der Lehrer (Einkommen, Pension, Witwenversorgung) und die Fortbildung der Mitglieder.
Am 4. November 1911 bezog die Geschäftsstelle das Curiohaus.
Am 27. April 1933 beschloss eine außerordentliche Hauptversammlung der Gesellschaft ihren Eintritt in den Nationalsozialistischen Lehrerbund (NSLB). 1937 folgte die Übertragung des Gesamtvermögens der Gesellschaft an den NSLB.
1945 gründete sich die Gesellschaft unter Max Traeger und Anne Banaschewski neu. 1948 trat die Gesellschaft unter ihrem Vorsitzenden Wilhelm Festing (1877–1958) der neu gegründeten Gewerkschaft Erziehung und Wissenschaft (GEW) als Mitglied bei und bildete in ihr den Landesverband Hamburg. Festings Porträt, das ursprünglich im Curiohaus hing, findet sich heute im Museum für Hamburgische Geschichte.
Bis 1976 blieb der ursprüngliche Name der Gesellschaft an erster Stelle, gefolgt von Gewerkschaft Erziehung und Wissenschaft, Landesverband Hamburg, dann kehrte sich die Reihenfolge um in Gewerkschaft Erziehung und Wissenschaft, Landesverband Hamburg, Gesellschaft der Freunde des vaterländischen Schul- und Erziehungswesens. In dieser Form ist der Name bis heute erhalten geblieben, die GEW sieht sich dabei in der Folge der Gesellschaft der Freunde des vaterländischen Schul- und Erziehungswesens.

### Lesezirkel
Der Lesezirkel hatte die Funktion, den Mitgliedern pädagogische Neuerscheinungen zur Verfügung zu stellen. Diese – zunächst Bücher, ab 1852 dann nur noch Zeitschriften – sollten unter den Mitgliedern zirkulieren. 1903 wurde er aufgelöst, da er angesichts der Masse der pädagogischen Neuerscheinungen sowie der strukturellen Schwierigkeiten, die die Zirkulation des Lesestoffes mit sich brachte, als nicht mehr zeitgemäß empfunden wurde.

### Bibliothek
Nach nur einem Jahr des Bestehens befanden sich in der Bibliothek der Gesellschaft bereits 70 Bände.
Wie in Bibliotheken anderer Lehrervereine auch, wurden die ersten Bücher fast ausschließlich durch Geschenke erworben. Der erste gedruckte Katalog von 1828 umfasst 160 Einträge. Erst ab 1831 wurde ein jährlicher Betrag zur Verfügung gestellt, der zumindest in Ansätzen einen systematischen Bestandsaufbau ermöglichte.
Der Hamburger Brand von 1842 vernichtete auch die Bibliothek. Schnell konnte jedoch durch Spenden ein neuer Bestand aufgebaut werden, der bereits 1845 wieder 1100 Bände umfasste und bis 1866 auf 2500 Bände anwuchs. Bis in die Mitte des 19. Jahrhunderts verfügte sie über den umfangreichsten Buchbestand aller Lehrervereine, danach scheint jedoch das Interesse der Mitglieder an der Bibliothek geringer geworden zu sein. 1872 sind lediglich noch 1430 Bücher vermerkt, wovon weitere 639 Bände gelöscht werden sollten. Entfernt wurden „alle veralteten und alle inkompletten Werke, sowie Hand- und Schulbücher“. Für die Zukunft war vorgesehen, nur noch solche Werke anzuschaffen, die aufgrund des hohen Preises von den Mitgliedern nicht selbst angeschafft werden konnten.
1887/88 umfasste der Bestand mit 1620 Bänden wieder mehr als vor der Aussonderungsaktion und 1904 befanden sich bereits 5657 Bände in der Bibliothek. Die veränderte Aufgabenstellung gegenüber den Anfängen der Bibliothek verdeutlichte ein Mitglied des Bibliotheksausschusses in einem programmatischen Vortrag vor der Gesellschaft:
Nicht mehr die unmittelbare praxisanleitende Literatur habe im Vordergrund der Sammeltätigkeit zu stehen, sondern die wissenschaftliche Weiterbildung. „Die notwendigste und wichtigste Disciplin einer Lehrerbibliothek ist natürlich die Pädagogik, einmal, weil sie unsere Fachwissenschaft ist, und dann auch, weil dieselbe in anderen Bibliotheken wenig oder gar nicht vertreten ist.“ Deswegen sollten vorrangig Werke angeschafft werden, die die „Pädagogik als System behandeln“. Die Auswahl solle dabei jede Einseitigkeit vermeiden, „damit die Kollegen Gelegenheit haben zu vergleichen, zu prüfen und das Beste aus allen zu wählen ... Es müssen weiter die wichtigsten Erscheinungen auf dem Gebiete der Hilfswissenschaften der Pädagogik vorhanden sein; besonders sind hier solche Schriften zu berücksichtigen, die über das seelische Leben des Kindes uns Aufschluss zu geben versuchen.“
Doch die Bibliothek hat nach 1945 an Bedeutung eingebüßt, denn die Fortbildung der Mitglieder im Sinne der Vereinsgründer findet sich als Zielsetzung in den Satzungen des GEW-Landesverbands Hamburg seit 1951 nicht mehr. So kam es in den frühen 1970er Jahren zu Buchverkäufen, bis Mitte der 1970er Jahre eine neue Perspektive für die Bibliothek in Form einer neu gegründeten Stiftung gefunden wurde. 1995 wurde die Bibliothek zunächst an die Universitätsbibliothek Lüneburg abgegeben. Anfang 2001 fand dann die Übergabe an die Bibliothek für Bildungsgeschichtliche Forschung statt, am 11. Oktober 2001 lud die BBF zur feierlichen Übergabeveranstaltung ein.